# Garda Colli Mantovani rosato
Il Garda Colli Mantovani rosato è un vino DOC la cui produzione è consentita nella provincia di Mantova.

## Caratteristiche organolettiche
- colore: rosato brillante
- odore: delicato, fruttato, ricorda gli agrumi con prevalenza di cedro
- sapore: morbido, fresco con sentore di mandorla

## Produzione
Provincia, stagione, volume in ettolitri
- nessun dato disponibile